# Harlene Hayne
Pour les articles homonymes, voir Hayne.
Vada Harlene Hayne (née en 1961/1962) est une administratrice, universitaire et psychologue néo-zélandaise d'origine américaine. Vice-chancelière et professeure de psychologie à l'Université d'Otago, en Nouvelle-Zélande, elle déménage ensuite en Australie-Occidentale pour occuper le poste de vice-chancelière à l'Université Curtin, en avril 2021.

## Enfance et éducation
Née en Oklahoma et élevée dans le Colorado , Hayne a fréquenté le Colorado College, où elle a obtenu un baccalauréat ès arts. Elle a poursuivi ses études à l'Université Rutgers, complétant une maîtrise et un doctorat tout en travaillant sous la supervision de Carolyn Rovee-Collier (en). Elle a passé trois ans en tant que boursière postdoctorale à l'Université de Princeton et a déménagé en Nouvelle-Zélande en 1992 pour rejoindre l'Université d'Otago en tant que maître de conférences au département de psychologie,.

## Carrière
Elle est vice-chancelière et professeure de psychologie à l'Université d'Otago en Nouvelle-Zélande avant de déménager en Australie-Occidentale pour occuper le poste de vice-chancelière à l'Université Curtin en avril 2021.
Elle a siégé au Conseil académique de la Société royale de Nouvelle-Zélande, au Conseil du Fonds Marsden et au Panel scientifique national de Nouvelle-Zélande,. Elle est rédactrice en chef adjointe de Psychological Review (en) et du New Zealand Journal of Psychology,.
Elle a été la première femme vice-chancelière de l'Université d'Otago et a occupé ce poste de 2011 à 2021,.
Hayne est une chercheuse de premier plan dans le domaine du développement de la mémoire chez les nourrissons, les enfants, les adolescents et les adultes et ses travaux ont été cités dans des procédures judiciaires à l'échelle nationale et internationale.
Le mandat de Hayne en tant que vice-chancelier a été associé à une controverse concernant les coupes dans le département des sciences humaines de l'université. En 2017, elle a été accusée de comportement intimidant autour de la suppression de 16 emplois équivalents temps plein dans le département, et en 2018 à la suite de la décision de supprimer le programme d'histoire de l'art,,,,. Dans ces processus, elle a travaillé en étroite collaboration avec Tony Ballantyne (en).
Début octobre 2020, il a été annoncé que Hayne terminerait son mandat de vice-chancelière à l'Université d'Otago en 2021 pour assumer le poste de vice-chancelière à l'Université Curtin de Perth ; avant de terminer son deuxième mandat de cinq ans à l'Université d'Otago,.

## Reconnaissance

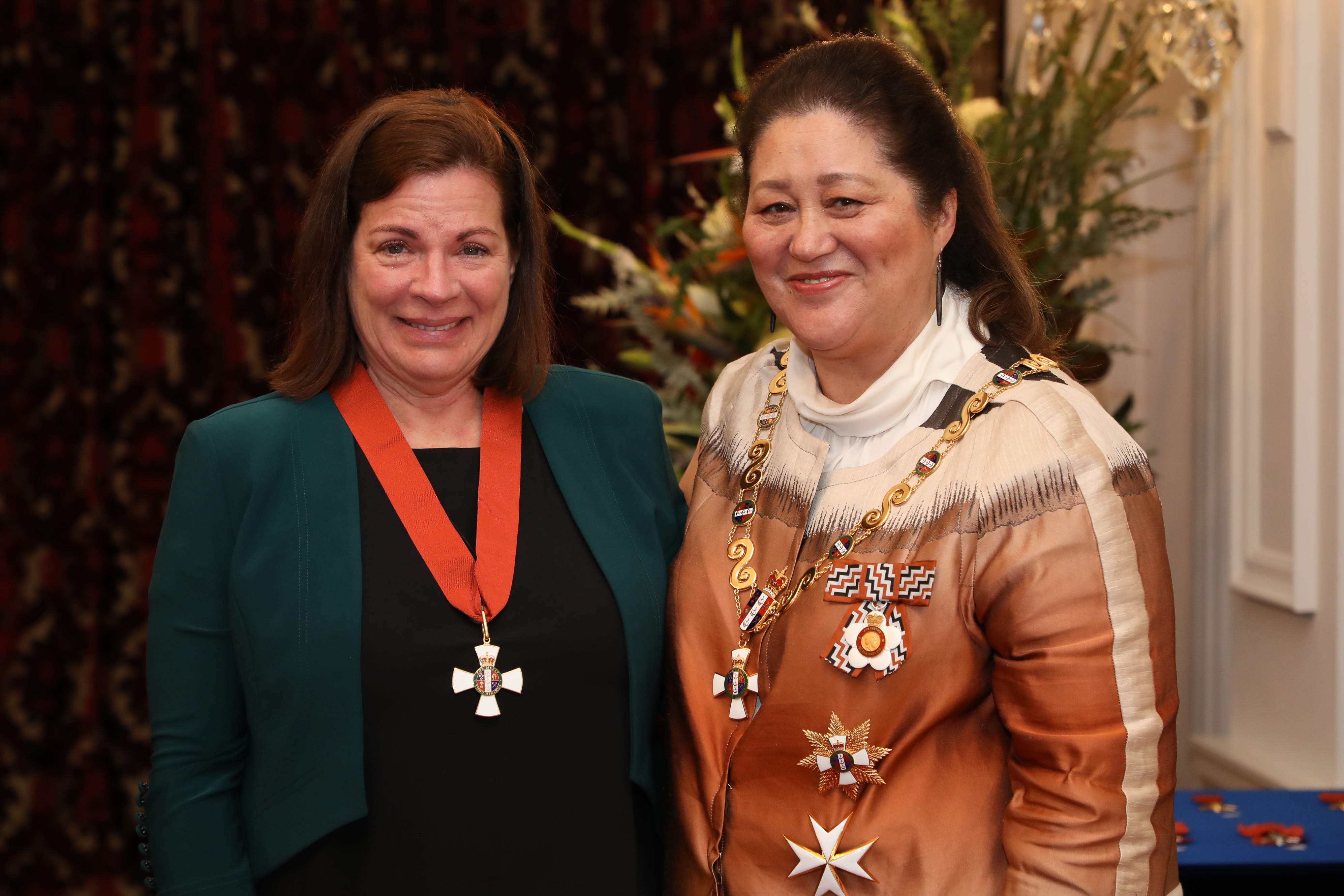
Harlene Hayne (à gauche), après son investiture à la Société royale de Nouvelle-Zélande par la gouverneure générale, Dame Cindy Kiro, à Government House, Wellington, le 4 mai 2022.

Lors des honneurs du Nouvel an 2009 (en), elle a été nommée Officier de l'Ordre du Mérite de Nouvelle-Zélande pour services rendus à la recherche scientifique et médicale.
En 2017, Hayne a été sélectionnée comme l'une des « 150 femmes en 150 mots » de la Royal Society Te Apārangi, célébrant les contributions des femmes au savoir en Nouvelle-Zélande.
Elle a été élue membre de la Société royale de Nouvelle-Zélande en 2002, et est également membre de l'Association for Psychological Science. Elle a reçu le Robert L. Fantz (en) Memorial Award de l'American Psychological Foundation (en) en 1997.

## Publications (sélection)
- Hayne, « The effect of multiple reminders on long-term retention in human infants », Developmental Psychobiology, vol. 23, no 6,‎ 1990, p. 453–477 (PMID 2272404, DOI 10.1002/dev.420230603)
- Hayne, « Infant memory development: Implications for childhood amnesia », Developmental Review, vol. 24,‎ 2004, p. 33–73 (DOI 10.1016/j.dr.2003.09.007)
- Hayne, Boniface et Barr, « The development of declarative memory in human infants: Age-related changes in deffered imitation », Behavioral Neuroscience, vol. 114, no 1,‎ 2000, p. 77–83 (PMID 10718263, DOI 10.1037/0735-7044.114.1.77, lire en ligne)
- Hayne, Herbert et Simcock, « Imitation from television by 24- and 30-month-olds », Developmental Science, vol. 6, no 3,‎ 2003, p. 254–261 (DOI 10.1111/1467-7687.00281)
- Hayne, Rovee-Collier et Perris, « Categorization and Memory Retrieval by Three-Month-Olds », Child Development, vol. 58, no 3,‎ 1987, p. 750 (DOI 10.2307/1130212, JSTOR 1130212)
- Carolyn K. Rovee-Collier, Harlene Hayne et Michael Colombo, The Development of Implicit and Explicit Memory, vol. 24, coll. « Advances in Consciousness Research », 2000 (ISBN 978-90-272-5144-2, DOI 10.1075/aicr.24, lire en ligne)